# Afonso de Ligório
Afonso Maria de Ligório, C.Ss.R., nascido Afonso Maria Antônio João Francisco Cosme Damião Miguel Ângelo Gaspar de Ligório (Marianella, 27 de setembro de 1696 – Pagani, 1 de agosto de 1787), foi um bispo católico italiano que se destacou como escritor espiritual, filósofo escolástico e teólogo.
Nascido numa família nobre de Nápoles, Ligório teve uma brilhante carreira em direito antes de ser ordenado padre. Depois disso, fundou uma ordem religiosa, a Congregação do Santíssimo Redentor (chamados "redentoristas") dedicada ao trabalho entre os pobres. Em 1762, foi nomeado bispo de Santa Ágata dos Godos. Afonso foi um escritor prolífico, publicando nove edições de sua "Teologia Moral" ainda em vida, além de outras obras devocionais e ascetas, assim com muitas cartas. Entre suas obras mais famosas estão "As Glórias de Maria" e "O Caminho da Cruz", esta última utilizada ainda hoje em muitas paróquias durante os serviços religiosos da Quaresma.
Afonso foi canonizado em 1839 pelo papa Gregório XVI. Em 1871, Pio IX proclamou-o Doutor da Igreja (Doctor Zelantissimus). Um dos autores católicos mais lidos, é também o santo padroeiro dos confessores.

## Biografia
Afonso de Ligório nasceu em Marianella, perto de Nápoles, que na época era território do Reino de Nápoles. Era o primogênito de sete irmãos nascidos numa família nobre. Dois dias depois de seu nascimento foi batizado na Igreja de Nossa Senhora a Virgem como "Afonso Maria Antônio João Cosme Damião Miguel Gaspard de' Liguori". Aos 12 anos entra para a faculdade de direito onde se forma com 16 anos. Terminou os estudos universitários alcançando o doutorado nos direitos civil e canônico e começou a exercer a profissão de advogado. Porém, pensava em deixar a profissão e escreveu, numa de suas cartas: "Amigo, nossa profissão é muito cheia de dificuldades e perigos; levamos uma vida infeliz e corremos o risco de morrermos infelizes. No meu caso, vou largar esta carreira, que não me serve; pois desejo assegurar a salvação da minha alma". Aos vinte e sete, depois de perder um importante caso—o primeiro nos oito anos advogando—Afonso finalmente se resolveu e abandonou a carreira.
Em 1723, depois de um longo processo vocacional, Afonso decidiu se oferecer como noviço no Oratório de São Filipe Néri com a intenção de tornar-se padre. Seu pai tentou o quanto pode dissuadi-lo, mas depois de dois meses (e com a permissão de seu confessor oratoriano), os dois chegaram num acordo: ele estudaria para o sacerdócio como um oratoriano, mas vivendo em sua casa. Ele foi ordenado em 21 de dezembro de 1726, aos trinta anos de idade, e passou seus primeiros anos de sacerdócio entre os jovens mendigos e marginalizados de Nápoles. Para dar-lhes um propósito, criou as "Capelas Noturnas", que eram gerenciadas por eles próprios e que rapidamente tornaram-se centros de oração, pregação, atividades comunitárias e educação. Quando morreu, havia 72 funcionando, com mais de 10 000 participantes ativos. Ajudava no sucesso da empreitada o fato de seus sermões serem muito efetivos na conversão dos que já haviam abandonado a crença católica.
Afonso sofreu de escrúpulos[a] quando adulto e sentia constantemente uma culpa até mesmo sobre as pequenas falhas relacionadas ao pecado. Mais do que isso, Santo Afonso via muitas vezes esses escrúpulos como uma bênção, como quando escreveu: "Escrúpulos são úteis no início da conversão... eles limpam a alma e, ao mesmo tempo, a tornam mais cuidadosa".
Em 1729, Afonso saiu da casa de sua família e mudou-se para o Instituto Chinês em Nápoles. Foi ali que se iniciou a sua experiência missionária nas regiões interiores do Reino de Nápoles, onde encontrou pessoas que eram muito mais pobres e abandonadas do que qualquer jovem de rua de Nápoles.
Em 9 de novembro de 1732, Afonso fundou a "Congregação do Santíssimo Redentor" depois que a irmã Maria Celeste Crostarosa contou-lhe que lhe havia sido revelado que ele era o escolhido de Deus para este trabalho. O objetivo da congregação era ensinar e pregar nas favelas das cidades maiores e em regiões empobrecidas. Além disso, os redentoristas se dedicavam a combater o jansenismo, uma heresia que, por seu excessivo rigor moral, impedia muitos católicos de receberem a Eucaristia. O próprio Afonso dedicou-se de corpo e alma à nova missão e, para ajudá-lo, irmã Maria Celeste fundou simultaneamente a ordem das irmãs redentoristas, tendo como diretor espiritual Afonso Maria.
Afonso foi consagrado bispo de Santa Ágata dos Godos em 1762. Ele tentou recusar a nomeação, alegando que sua idade e saúde não permitiriam que fizesse um bom trabalho, sem sucesso. Durante seu episcopado, escreveu sermões, livros e artigos para encorajar a devoção ao Santíssimo Sacramento e à Virgem Maria. Em 1775, recebeu permissão para se aposentar e foi viver numa comunidade redentorista em Pagani, onde morreu em 1 de agosto de 1787. Ele foi beatificado em 15 de setembro de 1816 pelo Papa Pio VII e canonizado em 26 de maio de 1839 pelo Papa Gregório XVI. Papa Pio XII declarou-o santo padroeiro dos confessores e moralistas em 26 de abril de 1950 e escreveu a encíclica Haurietis Aquas sobre ele.

## Obras

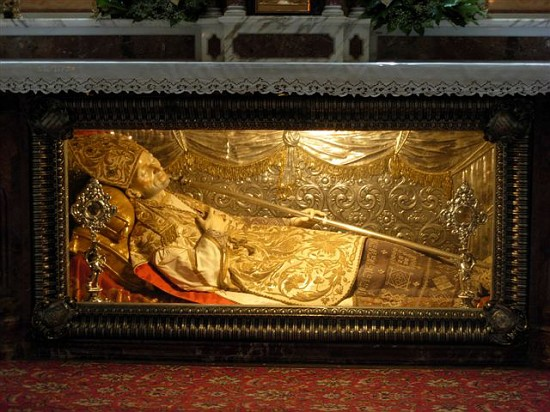
Relíquias de Santo Afonso na Basílica Santuário de Afonso de Ligório em Pagani.

### Visão geral
Afonso era um artista proficiente e seus pais contrataram vários mestres para treiná-lo na música, pintura, poesia e na literatura. E ele colocou toda sua criatividade literária e artística a serviço da missão cristã e pedia o mesmo de todos os que se juntavam à sua congregação. Sua biografia diz que, em seus últimos anos, Afonso gostava de ir até o teatro local, que na época gozava de péssima reputação. Depois de ser ordenado, sempre que ia a algum recital, Afonso tirava os óculos e sentava-se bem no fundo, simplesmente ouvindo a música sem prestar atenção a mais nada.
Ele escreveu 111 obras sobre espiritualidade e teologia. As 21 500 edições de suas obras, traduzidas para 72 línguas, comprovam que Afonso é, de fato, um dos mais lidos autores católicos. A oração e seu poder, o amor, o seu relacionamento pessoal com Cristo e sua experiência em primeira-mão sobre as obras pastorais fizeram de Afonso um dos grandes mestres da vida espiritual. Sua obra musical mais conhecida é um hino natalino chamado "Quanno Nascetti Ninno", traduzido depois para o italiano pelo papa Pio IX como "Tu scendi dalle stelle" ("Do Céu Estrelado Viestes").

### Mariologia
No campo da mariologia, Afonso escreveu "As Glórias de Maria", "Devoção Mariana", "Orações à Mãe Divina", "Canções Espirituais", "A Verdadeira Esposa de Cristo", "As Visitas ao Santíssimo Sacramento e à Virgem Maria" e muitas outras. Sua doutrina, de natureza majoritariamente pastoral, redescobriu, integrou e defendeu a mariologia de Santo Agostinho e Santo Ambrósio (ambos Doutores da Igreja como Afonso) e de outros Padres da Igreja; ela representava uma defesa intelectual da mariologia no século XVIII, a época do Iluminismo, contra o frio racionalismo que combatia o entusiasmo mariano de maneira inflamada.

### Teologia moral
A maior contribuição de Afonso para a Igreja Católica foi no campo da teologia moral com sua "Teologia Moral". Esta obra nasceu da experiência pastoral de Afonso, de sua habilidade em responder às questões práticas enfrentadas pelos fiéis e de seu contato com os problemas do dia-a-dia. Ele era contra o legalismo estéril e o rigorismo estrito. De acordo com Afonso, estes eram caminhos contrários ao Evangelho pois "tal rigor jamais foi ensinado ou praticado pela Igreja". Seu sistema de teologia moral se destaca pela prudência, evitando tanto o relaxamento quanto o rigor excessivo. Geralmente é atribuída a Afonso a posição de equiprobabilista, que evitava tanto o rigorismo jansenista quanto o laxismo e o simples probabilismo. Um mestre da teologia moral, Pio IX declarou-o Doutor da Igreja em 1871.
Os redentoristas fundaram a Academia Alfonsiana para o estudo avançado da teologia moral católica inspirados por Santo Afonso. A Academia oferece licenciaturas e doutorados na disciplina.